# Liste des équipes continentales en 2017
Cet article liste les équipes continentales en 2017.

## Liste des équipes

### Équipe africaine
| Équipes continentales africaines | Équipes continentales africaines | Équipes continentales africaines |
| Nom de l'équipe                  | Pays                             | Code                             |
| -------------------------------- | -------------------------------- | -------------------------------- |
| Dimension Data-Qhubeka           | Afrique du Sud                   | DDC                              |

### Équipes américaines
| Équipes continentales américaines            | Équipes continentales américaines | Équipes continentales américaines |
| Nom de l'équipe                              | Pays                              | Code                              |
| -------------------------------------------- | --------------------------------- | --------------------------------- |
| Asociación Civil Agrupación Virgen de Fátima | Argentine                         | AFT                               |
| Asociación Civil Mardan                      | Argentine                         | ACM                               |
| Italomat-Dogo                                | Argentine                         | CID                               |
| Los Cascos Esco-Agroplan                     | Argentine                         | CEA                               |
| Municipalidad de Pocito                      | Argentine                         | EMP                               |
| Municipalidad de Rawson-Somos Todos          | Argentine                         | MRT                               |
| Sindicato de Empleados Públicos de San Juan  | Argentine                         | SEP                               |
| Bolivia                                      | Bolivie                           | BOL                               |
| Start Vaxes                                  | Bolivie                           | STF                               |
| Garneau-Québecor                             | Canada                            | GQC                               |
| H&R Block                                    | Canada                            | HRB                               |
| Silber                                       | Canada                            | SPC                               |
| Bicicletas Strongman                         | Colombie                          | BSM                               |
| EPM                                          | Colombie                          | EPM                               |
| Coldeportes-Zenú                             | Colombie                          | ECZ                               |
| GW Shimano                                   | Colombie                          | GWS                               |
| Medellín-Inder                               | Colombie                          | MED                               |
| Aevolo                                       | États-Unis                        | AVE                               |
| Axeon-Hagens Berman                          | États-Unis                        | AHB                               |
| Canyon Bicycles                              | États-Unis                        | CYN                               |
| CCB Velotooler                               | États-Unis                        | CCB                               |
| Cylance                                      | États-Unis                        | CPC                               |
| Elevate-KHS                                  | États-Unis                        | ELV                               |
| Holowesko-Citadel Racing-Hincapie Sportswear | États-Unis                        | HCR                               |
| Illuminate                                   | États-Unis                        | ILU                               |
| Jelly Belly-Maxxis                           | États-Unis                        | JBC                               |
| Rally                                        | États-Unis                        | RLY                               |
| Canel's-Specialized                          | Mexique                           | CAS                               |
| Vivo Grupo Oresy                             | Paraguay                          | VIV                               |
| Inteja-Dominican                             | République dominicaine            | DCT                               |

### Équipes asiatiques
| Équipes continentales asiatiques | Équipes continentales asiatiques | Équipes continentales asiatiques |
| Nom de l'équipe                  | Pays                             | Code                             |
| -------------------------------- | -------------------------------- | -------------------------------- |
| VIB Bikes                        | Bahreïn                          | VIB                              |
| Beijing XDS-Innova               | Chine                            | XDS                              |
| China Continental of Gansu Bank  | Chine                            | GCB                              |
| Giant                            | Chine                            | MSS                              |
| Hainan Jilun                     | Chine                            | JLC                              |
| Hengxiang                        | Chine                            | HEN                              |
| Holy Brother                     | Chine                            | HBT                              |
| Keyi Look                        | Chine                            | KYL                              |
| Mitchelton Scott                 | Chine                            | MTS                              |
| Ningxia Sports Lottery-Livall    | Chine                            | NLC                              |
| Qinghai Tianyoude                | Chine                            | TYD                              |
| Yunnan-Lvshan Landscape          | Chine                            | LSL                              |
| Gapyeong                         | Corée du Sud                     | GPC                              |
| Geumsan Insam Cello              | Corée du Sud                     | GIC                              |
| Korail                           | Corée du Sud                     | KCT                              |
| KSPO-Bianchi Asia                | Corée du Sud                     | KSP                              |
| LX                               | Corée du Sud                     | LXC                              |
| Seoul                            | Corée du Sud                     | SCT                              |
| Skydive Dubai-Al Ahli            | Émirats arabes unis              | SKD                              |
| HKSI                             | Hong Kong                        | HKS                              |
| Pegasus Continental              | Indonésie                        | PCT                              |
| Pishgaman                        | Iran                             | PKY                              |
| Sepahan                          | Iran                             | SPT                              |
| Tabriz Shahrdari                 | Iran                             | TST                              |
| Aisan Racing                     | Japon                            | AIS                              |
| Bridgestone Anchor               | Japon                            | BGT                              |
| Interpro Academy                 | Japon                            | IPC                              |
| Kinan                            | Japon                            | KIN                              |
| Matrix Powertag                  | Japon                            | MTR                              |
| Nasu Blasen                      | Japon                            | NAS                              |
| Shimano Racing                   | Japon                            | SMN                              |
| Ukyo                             | Japon                            | UKO                              |
| Utsunomiya Blitzen               | Japon                            | BLZ                              |
| Astana City                      | Kazakhstan                       | TSE                              |
| Vino-Astana Motors               | Kazakhstan                       | VAM                              |
| Cyclesport.se-Memil              | Koweït                           | CSM                              |
| Kuwait-Cartucho.es               | Koweït                           | KWC                              |
| Massi-Kuwait Project             | Koweït                           | KCP                              |
| Nice                             | Koweït                           | NCT                              |
| Sapura                           | Malaisie                         | TSC                              |
| Terengganu                       | Malaisie                         | TSG                              |
| 7 Eleven-Road Bike Philippines   | Philippines                      | 7RP                              |
| Infinite-AIS                     | Singapour                        | IAC                              |
| RTS-Monton Racing                | Taipei chinois                   | RTS                              |
| Thailand Continental             | Thaïlande                        | TCC                              |

### Équipes européennes
| Équipes continentales européennes | Équipes continentales européennes | Équipes continentales européennes |
| Nom de l'équipe                   | Pays                              | Code                              |
| --------------------------------- | --------------------------------- | --------------------------------- |
| Amore & Vita-Selle SMP-Fondriest  | Albanie                           | AMO                               |
| 0711/Cycling                      | Allemagne                         | CYC                               |
| Bike Aid                          | Allemagne                         | BAI                               |
| Dauner D&DQ-Akkon                 | Allemagne                         | TDA                               |
| Heizomat                          | Allemagne                         | THF                               |
| LKT Brandenburg                   | Allemagne                         | LKT                               |
| Lotto-Kern-Haus                   | Allemagne                         | LKH                               |
| Rad-net Rose                      | Allemagne                         | RNR                               |
| Sauerland NRW-Henley & Partners   | Allemagne                         | SVL                               |
| Sunweb Development                | Allemagne                         | DSU                               |
| Amplatz-BMC                       | Autriche                          | AMP                               |
| Felbermayr Simplon Wels           | Autriche                          | RSW                               |
| Hrinkow Advarics Cycleang         | Autriche                          | HAC                               |
| Tirol                             | Autriche                          | TIR                               |
| Vorarlberg                        | Autriche                          | VOL                               |
| WSA-Greenlife                     | Autriche                          | WSA                               |
| Synergy Baku Project              | Azerbaïdjan                       | BCP                               |
| AGO-Aqua Service                  | Belgique                          | AAS                               |
| Beobank-Corendon                  | Belgique                          | BEC                               |
| Cibel-Cebon                       | Belgique                          | CIB                               |
| ERA-Circus                        | Belgique                          | ERC                               |
| Marlux-Napoleon Games             | Belgique                          | MNG                               |
| Pauwels Sauzen-Vastgoedservice    | Belgique                          | PSV                               |
| T.Palm-Pôle Continental Wallon    | Belgique                          | PCW                               |
| Tarteletto-Isorex                 | Belgique                          | TIS                               |
| Telenet-Fidea Lions               | Belgique                          | TFL                               |
| Minsk CC                          | Biélorussie                       | MCC                               |
| Unieuro Trevigiani-Hemus 1896     | Bulgarie                          | UNI                               |
| Meridiana Kamen                   | Croatie                           | MKT                               |
| BHS-Almeborg Bornholm             | Danemark                          | ABB                               |
| ColoQuick-Cult                    | Danemark                          | TCQ                               |
| Copenhagen                        | Danemark                          | CPH                               |
| Giant-Castelli                    | Danemark                          | TGC                               |
| Riwal Platform                    | Danemark                          | RIW                               |
| Véloconcept                       | Danemark                          | TVC                               |
| Burgos BH                         | Espagne                           | BBH                               |
| Euskadi Basque Country-Murias     | Espagne                           | EUS                               |
| Armée de Terre                    | France                            | ADT                               |
| HP BTP-Auber 93                   | France                            | AUB                               |
| Roubaix Lille Métropole           | France                            | RLM                               |
| An Post-ChainReaction             | Irlande                           | SKT                               |
| D'Amico-Utensilnord               | Italie                            | AZT                               |
| GM Europa Ovini                   | Italie                            | GME                               |
| Sangemini-MG.Kvis                 | Italie                            | SAN                               |
| Rietumu Banka-Riga                | Lettonie                          | RBR                               |
| Staki-Technorama                  | Lituanie                          | SCT                               |
| Differdange-Losch                 | Luxembourg                        | CCD                               |
| Leopard                           | Luxembourg                        | LPC                               |
| Coop                              | Norvège                           | TCO                               |
| FixIT.no                          | Norvège                           | FIX                               |
| Joker Icopal                      | Norvège                           | TJI                               |
| Sparebanken Sør                   | Norvège                           | TSS                               |
| Uno-X Hydrogen Development        | Norvège                           | UXT                               |
| Baby-Dump                         | Pays-Bas                          | BDC                               |
| Delta Cycling Rotterdam           | Pays-Bas                          | DCT                               |
| Destil-Jo Piels                   | Pays-Bas                          | DJP                               |
| Metec-TKH-Mantel                  | Pays-Bas                          | MET                               |
| Monkey Town Continental           | Pays-Bas                          | MCT                               |
| SEG Racing Academy                | Pays-Bas                          | SEG                               |
| Domin Sport                       | Pologne                           | DOM                               |
| Hurom                             | Pologne                           | THU                               |
| Voster Uniwheels                  | Pologne                           | VOS                               |
| Wibatech 7R Fuji                  | Pologne                           | WIB                               |
| Efapel                            | Portugal                          | EFP                               |
| LA Aluminios-Metalusa-BlackJack   | Portugal                          | LAA                               |
| Louletano-Hospital de Loulé       | Portugal                          | LHL                               |
| RP-Boavista                       | Portugal                          | BOA                               |
| Sporting-Tavira                   | Portugal                          | STA                               |
| W52-FC Porto                      | Portugal                          | W52                               |
| AC Sparta Praha                   | Tchéquie                          | ASP                               |
| CK Příbram Fany Gastro            | Tchéquie                          | PFG                               |
| Elkov-Author                      | Tchéquie                          | ELA                               |
| SKC Tufo Prostějov                | Tchéquie                          | SKC                               |
| Tusnad                            | Roumanie                          | TCT                               |
| Bike Channel-Canyon               | Royaume-Uni                       | BIK                               |
| JLT Condor                        | Royaume-Uni                       | JLT                               |
| Madison Genesis                   | Royaume-Uni                       | MGT                               |
| ONE                               | Royaume-Uni                       | ONE                               |
| Raleigh GAC                       | Royaume-Uni                       | RAL                               |
| Wiggins                           | Royaume-Uni                       | WGN                               |
| Lokosphinx                        | Russie                            | LOK                               |
| Dare Viator Partizan              | Serbie                            | DVP                               |
| Dukla Banská Bystrica             | Slovaquie                         | DKB                               |
| Adria Mobil                       | Slovénie                          | ADR                               |
| Attaque Gusto                     | Slovénie                          | ATG                               |
| Rog-Ljubljana                     | Slovénie                          | ROG                               |
| Tre Berg-PostNord                 | Suède                             | TTB                               |
| Roth-Akros                        | Suisse                            | TRA                               |
| Torku Şekerspor                   | Turquie                           | TRK                               |
| Kolss                             | Ukraine                           | KLS                               |
| ISD-Jorbi Continental             | Ukraine                           | ISD                               |

### Équipes océaniennes
| Équipes continentales océaniennes     | Équipes continentales océaniennes | Équipes continentales océaniennes |
| Nom de l'équipe                       | Pays                              | Code                              |
| ------------------------------------- | --------------------------------- | --------------------------------- |
| Drapac-Pat's Veg Holistic Development | Australie                         | DPV                               |
| IsoWhey Sports-Swiss Wellness         | Australie                         | IWS                               |
| NSW Institute of Sport                | Australie                         | NIS                               |
| St George Continental                 | Australie                         | STG                               |